# Foli
Foli – wieś w Chorwacji, w żupanii istryjskiej, w gminie Svetvinčenat. W 2011 roku liczyła 55 mieszkańców.